# César Pattein
César Pattein, né le 30 septembre 1850 à Steenvoorde et mort 26 janvier 1931 à Hazebrouck, est un artiste peintre français.

## Biographie
César Auguste Pattein est le fils de Martin Jean Pattein, cultivateur et de Reine Robitaillie.
Dans la fratrie Pattein, l'ainé David devient ferronnier d'art, Constant, Gustave et Édouard deviennent sculpteurs, c'est donc naturellement que le cadet César étudie la gravure auprès de Guillaume Cabasson.
César a aussi trois sœurs plus âgées.
Progressivement arrivé à la peinture, il suit les cours d'Alphonse Colas à l'académie de Lille et se lie d'amitié avec le peintre Jules Breton. Il expose au Salon à partir de 1882.
Dans des décors de paysages de Flandre, il aime représenter des scènes où se retrouvent des enfants, comme avec Nid d'oiseaux ou Joyeux ébats, mais peint également plusieurs portraits.
Il obtient une troisième médaille au Salon de 1896.
En 1904, il épouse à Paris Marie Zoë Vermoote.
Lorsque la première Guerre mondiale éclate, il installe son atelier à Saint-Omer, et ne retrouve ses terres qu'à l'armistice, il se pose à Hondeghem.
Par le mariage de leur fille unique Georgette (1888-1969), César Pattein devient en 1919 le beau-père du peintre Maurice Deschodt.
Pour l'église de son village natal, il réalise un tableau représentant une scène de destruction, ex-voto de souffrance après les bombardements et les combats de la première Guerre mondiale.
À la création du Musée d'Hazebrouck, il est un des premiers donateurs.
Il meurt le 26 janvier 1931, à l'âge de 80 ans.